# Máquinas de crescimento
A teoria urbana da "máquina de crescimento" (urban growth machine) afirma que o desenvolvimento urbano se organiza por meio de coalizões de elites locais – incluindo elites políticas, profissionais do mercado imobiliário, gestores e consultores – cujo foco é a promoção do crescimento urbano. Ela aponta que elites políticas locais recorrem ao apoio e financiamento do setor privado para a provisão de serviços a partir do investimento imobiliário que alavanca o crescimento e a arrecadação de impostos. Os estudos descrevem que tais coalizões naturalizam o crescimento como objetivo central, transformando o espaço urbano em um bem economicamente valorizado e competindo por investimentos de capital móvel. Apresenta-se, assim, uma ênfase do espaço urbano como commodity e na consolidação de práticas políticas que promovem a expansão e a renovação urbana.
Essa teoria surge a partir da análise do crescimento das cidades norte-americanas dos anos de 1970. Em aplicações recentes, a teoria foi empregada para explicar a concentração do mercado imobiliário, a financeirização do desenvolvimento e a especulação urbana em contextos tão diversos quanto São Paulo, Porto Alegre, Belo Horizonte (Brasil), Cidade do México, Dublin Docklands (Irlanda) e cidades na Hungria.

## Histórico e Contexto
O trabalho seminal é o artigo "A cidade como uma máquina de crescimento" de Harvey Molotch, sociólogo norte-americano, a partir do caso das cidades dos Estados Unidos na década de 1970. 
Ele adota uma visão de viés mais econômico, com raízes no marxismo e na teoria das elites, num contexto de debate nos estudos urbanos entre o pluralismo de Robert Dahl e a teoria das elites de Floyd Hunter.   
No campo da sociologia urbana norte-americana – assim como da geografia urbana, do planejamento e da economia –, havia bastante influência da ideia de que as cidades eram basicamente recipientes para a ação humana, na qual os atores competiam entre si pelas parcelas de terra mais estratégicas, e o mercado imobiliário refletia o estado dessa competição. Dessa competição, acreditava-se que surgiam a forma da cidade e a distribuição dos tipos sociais dentro dela (por exemplo, bancos no centro, moradores ricos nos subúrbios). Noções há muito estabelecidas, como a teoria do lugar central e a hipótese setorial, eram afirmações de que a geografia espacial, mais ou menos "natural", evoluiu da atividade competitiva do mercado.  
Em outra direção, a teoria buscou apontar que as parcelas de terra não eram campos vazios à espera da ação humana, mas estavam associadas a interesses específicos — comerciais, sentimentais e psicológicos. Os interesses imobiliários são especialmente importantes na formação das cidades, sobretudo daqueles cujas propriedades se valorizam com o crescimento. Nessa perspectiva, as cidades precisam ser estudadas (e comparadas) em termos da organização, do lobby, da manipulação e da estruturação realizados por esses atores que concentram recursos econômicos, fundiários e políticos. O resultado — a forma das cidades e a distribuição de seus habitantes — não se deve, portanto, a um mercado interpessoal ou a necessidades geográficas, mas a ações sociais, incluindo negociações oportunistas.  
Mais adiante, Molotch se tornou muito conhecido pela publicação do livro Urban Fortunes (1987, com John Logan), que lhe rendeu o Prêmio de Distinta Contribuição da Associação Americana de Sociologia em 1990. Urban Fortunes se baseia-se no artigo clássico de Molotch de 1976.A teoria influenciou muitos estudos norte-americanos e internacionais — uma edição comemorativa do vigésimo aniversário do livro foi lançada pela University of California Press em 2007, com um novo prefácio.  

## Principais elementos e mecanismos
A cidade é vista como a expressão da ação de uma elite fundiária, cujos interesses, embora divergentes, convergem em torno da intensificação do uso da terra como forma de gerar riqueza e poder. O desejo de crescimento urbano é o elemento que une e produz consenso entre os membros dessa elite, restringindo as opções para iniciativas locais nas áreas social e econômica. O sucesso do crescimento urbano desencadearia um ciclo virtuoso, impulsionando o desenvolvimento econômico, a geração de emprego e renda, aumento da densidade populacional e da arrecadação pública.
Nessa visão, a terra é compreendida como uma commodity que confere poder e riqueza, moldando os interesses dos governos na gestão da população e dos recursos. Os governos, por sua vez, atuam como suporte para os interesses de crescimento, fornecendo infraestrutura e organizando coalizões que promovam o desenvolvimento. O papel dos governantes eleitos seria, portanto, o de um "embaixador" dos interesses dos negócios locais. Essa perspectiva tende a enfatizar a predominância dos mecanismos de pressão e influência das elites, a captura do Estado pelos seus interesses e a limitada autonomia dos governos locais. Os principais interesses ligados à política local são os interesses econômicos e, dentre eles, os mais paroquiais: incorporadores, donos de terra, bancos, comerciantes, industriais, corretores de imóveis e a mídia local. Trabalhadores e não proprietários tendem a aceitar essas políticas que beneficiam apenas as elites locais e empresariais, como as políticas de uso e ocupação do solo e de taxação da propriedade, devido ao medo de desemprego. Isso leva a uma naturalização ideológica dos objetivos de crescimento urbano e econômico como pressupostos da vida cívica. 

### Dinâmica de Poder, Empreendedores e Coalizões Locais
Na teoria da máquina de crescimento urbano, empreendedores e coalizões locais desempenham um papel central na promoção do crescimento urbano e na transformação do espaço em um bem economicamente valorizado. Esses atores, que incluem elites políticas, profissionais do setor imobiliário, gestores e consultores, formam coalizões com interesses convergentes na intensificação do uso da terra e na maximização dos lucros.
Molotch destaca que as máquinas de crescimento estão ancoradas em sistemas locais de sociabilidade da elite e concepções ideológicas, onde os profissionais do setor imobiliário e incorporadores são atores-chave. Governos locais e estaduais frequentemente atuam como máquinas de crescimento, promovendo políticas que favorecem o desenvolvimento, enquanto consultores profissionais geram consistências entre os locais, potencialmente mascarando necessidades econômicas .
Essas coalizões de crescimento utilizam o tecido institucional, incluindo o aparato político e cultural, para intensificar o uso da terra e gerar riqueza . Elas transformam governos em veículos para perseguir seus objetivos materiais, buscando aprovações para projetos, mudanças no zoneamento e desenvolvimento de infraestrutura. A mídia local, por sua vez, desempenha um papel importante na divulgação das ações e projetos dessas coalizões, reforçando a ideia de que o crescimento é um objetivo central e desejável para a cidade.
No entanto, é importante notar que esses atores também enfrentam restrições e desafios. Profissionais do setor imobiliário frequentemente percebem seu poder como limitado por diversos fatores, incluindo interesses políticos, procedimentos burocráticos e mobilização comunitária. Além disso, a teoria sugere uma competição crônica entre localidades, potencialmente produzindo espaços urbanos desiguais, prejudicando cidadãos e o meio ambiente.
Apesar dessas restrições, os empreendedores e coalizões locais continuam a desempenhar um papel fundamental na formação das cidades, moldando o espaço urbano de acordo com seus interesses e visões de mundo. Assim, compreender o papel desses atores é essencial para analisar e questionar as políticas urbanas e os processos de desenvolvimento que moldam nossas cidades.

## Principais Críticas
A teoria da máquina de crescimento urbano, apesar de sua influência e relevância, não está isenta de críticas. Diversos autores apontam limitações e questionamentos à sua aplicação e validade em diferentes contextos, dentro e fora dos Estados Unidos. 
No próprio contexto norte-americano, autores da teoria dos regimes urbanos (urban regimes) posteriormente que a teoria não dava conta de explicar a variabilidade das situações encontradas. Clarence Stone concorda com a concentração de recursos por empresários, mas destaca que há diferenças entre os eleitorados das cidades, bem como nas configurações de atores locais. Além disso, a teoria desconsidera as burocracias públicas disponíveis e suas capacidades para a produção de políticas.
Outra crítica importante é a dificuldade de adaptação da teoria fora do contexto dos Estados Unidos. Como apontado por críticos posteriores e reconhecido pelo próprio autor, o desenho das instituições do federalismo fiscal norte-americano tem grande influência na dinâmica descrita pela teoria. Nele, os governos locais não teriam recursos suficientes para a entrega de políticas sob sua responsabilidade, o que os obrigaria a buscar apoio e financiamento do setor privado. Isso gera um viés nas políticas urbanas, já que os interesses desses capitais seriam privilegiados diante dos outros interesses. Desse modo, predominariam projetos de expansão e renovação urbana liderados por arranjos institucionais com grande proeminência das empresas do setor imobiliário, como incorporadores e construtores.
Uma das principais críticas acolhidas pelo autor é o determinismo excessivo, que simplifica a complexidade das dinâmicas urbanas. Alguns críticos argumentam que a teoria atribui um poder excessivo aos empreendedores e coalizões locais, negligenciando a influência de outros atores, como movimentos sociais, organizações não governamentais e cidadãos comuns. Além disso, a teoria pode não levar em conta a diversidade de interesses e valores presentes na sociedade, reduzindo a complexidade das relações sociais a um mero jogo de poder entre elites ou reduzindo a operação de uma cidade à lógica economicista de uma empresa, sem levar em consideração dimensões de interesse público e equidade.